# 蔡家人
蔡家人，又称蔡人，是中国未识别民族之一，主要分布在贵州省和雲南省。自称"men˨˩  ni˨˨"。人口约兩萬餘人。通用汉语。目前划为汉族或白族，自稱是蔡國的後代。有自己的語言蔡家話，系属和白语一样存在争议，核心詞裡有大量與漢語同源，但也有部份找不到來源。

## 菜族人
目前尚無法確定菜族人和蔡家人是否為同一族群。
菜族主要分布在贵州山区一带，據稱约有170人，通用汉语，身份证多填成汉族，可能源於先秦时代包括骆越、西瓯等百越族群。
多数地区菜族习惯于日食三餐，少数地区的菜族也吃四餐，即在中、晚餐之间加一小餐，大米、玉米是菜族地区盛产的主食，菜族飲食以水煮菜最为常见，也有腌制酸菜、酸笋、咸萝卜、大头菜等的习惯。
菜族服饰主要有蓝、黑、棕三种颜色，妇女有植棉纺纱的习惯，纺纱、织布、染布是家庭手工业，男子、妇女、未婚女子的头饰、服饰各有不同。